# Acropolitis
Acropolitis là một chi bướm đêm thuộc phân họ Tortricinae của họ Tortricidae.

## Các loài
- Acropolitis canana (Walker, 1863)
- Acropolitis canigerana (Walker, 1863)
- Acropolitis ergophora Meyrick, 1910
- Acropolitis excelsa Meyrick, 1910
- Acropolitis hedista (Turner, 1916)
- Acropolitis magnana (Walker, 1863)
- Acropolitis malacodes Meyrick, 1910
- Acropolitis ptychosema Turner, 1927
- Acropolitis rudisana (Walker, 1863)